# Thesium hillianum
Thesium hillianum är en sandelträdsväxtart som beskrevs av Robert Harold Compton. Thesium hillianum ingår i släktet spindelörter, och familjen sandelträdsväxter. Inga underarter finns listade i Catalogue of Life.